# Coleophora polynella
Coleophora polynella é uma espécie de mariposa do gênero Coleophora pertencente à família Coleophoridae.